# 1690'erne
Århundreder: 16. århundrede – 17. århundrede – 18. århundrede
Årtier: 1640'erne 1650'erne 1660'erne 1670'erne 1680'erne – 1690'erne – 1700'erne 1710'erne 1720'erne 1730'erne 1740'erne
År: 1690 1691 1692 1693 1694 1695 1696 1697 1698 1699
Begivenheder
Personer
- Peter Wessel (Tordenskjold) fødes den 28. oktober 1690.